# 石友三
石 友三（せき ゆうさん）は中華民国の軍人。北京政府、国民軍、国民政府（国民革命軍）の軍人。国民軍では、馮玉祥配下の「十三太保」の1人と称された。字は漢章。

## 事跡

### 国民軍での活躍
初めは学問を志していたが、貧困のために1908年（光緒34年）から軍隊に入る。最初は長春に駐屯していた第3鎮の呉佩孚に属した。1912年（民国元年）から馮玉祥配下に属し、第16混成旅、第11師などで次第に昇進した。
1924年（民国13年）10月の北京政変を経て国民軍が設立されると、石友三は第1軍第8混成旅旅長に昇進した。民国14年（1925年）春、第6師師長に昇進した。1926年（民国15年）の南口の戦いでは、山西省の閻錫山が国民軍の後背を脅かしてきたため、僚友の韓復榘とともに山西軍を迎撃し、善戦した。しかし、国民軍は劣勢となったため、同年8月に南口を放棄する。張之江らの本隊は綏遠省へ撤退したが、石友三と韓復榘はそれに従わず、閻錫山に降伏した。
同年9月、馮玉祥が帰国して五原誓師を行うと、石友三と韓復榘は馮玉祥の下に復帰し、石友三は国民聯軍援陝第5路総指揮に任命された。翌年6月、国民聯軍が国民革命軍第2集団軍に改組されると、第1方面軍副総指揮兼第5軍軍長に任命された。石友三は、中国国民党の北伐に参戦し、山東省で北京政府側の孫伝芳軍を撃破するなどの軍功をあげた。北伐終了後の1928年（民国17年）、軍縮に伴い第24師師長として河南省南陽に駐屯した。

### 叛逆と降伏

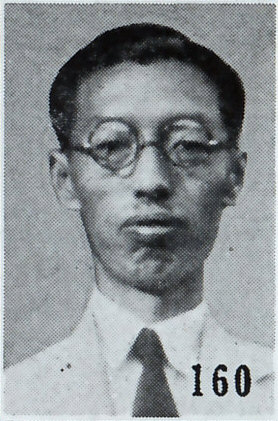
石友三 (『最新支那要人伝』1941年）

1929年（民国18年）、馮玉祥と蔣介石の対立が激化し、ついに衝突が不可避となる。しかし5月22日、石友三は韓復榘とともに馮玉祥への追随を放棄し、蔣介石に帰順した。これには蔣介石側からの贈賄の効果もあった。10月、石友三は安徽省政府主席に任命された。
この直後、湖南省の唐生智が石友三に蔣介石への叛旗を翻すよう密かに呼びかけてくる。そして12月、石友三は突然蔣介石に叛逆し、南京を砲撃した。これは蔣介石にとっても予想外のことで、一時大混乱となった。ところが、石友三は蔣介石に対抗し得ないことを覚ると、すぐに逃走し、河南省の韓復榘を頼った。
翌年の中原大戦では、石友三は再び反蔣介石に転じ、かつての上司である馮玉祥・閻錫山に付いた。石友三は第4方面軍総司令として蔣介石軍と戦う。馮玉祥・閻錫山の敗北が確定すると、石友三は張学良・韓復榘の斡旋により蔣介石に降伏した。蔣介石から第13路総指揮に任命されている。
ところが1931年（民国20年）、反蔣介石派が広州で国民政府を別に樹立すると、石友三はまたしてもこれに与し、広州国民政府から第5集団軍総司令に任命された。結局、同年8月には、張学良らに敗北し、山東省の韓復榘をまたしても頼って逃げ込んだ。1932年（民国21年）からは、石友三は華北の宋哲元の下で活動するようになる。また、この頃から、土肥原賢二など日本側と交渉を持つようになっていく。

### クーデターによる最期
1937年（民国26年）の日中戦争勃発後の当初は、石友三も抗戦に従事する。翌年2月に第69軍軍長、5月に第10軍団軍団長に任ぜられる。12月に冀察戦区副司令兼察哈爾省政府主席となった。
第2次国共合作が成立していたにもかかわらず、石友三は反共姿勢を鮮明にし、八路軍への攻撃・圧力を強めた。しかし1940年（民国29年）2月、八路軍の反撃を受けて山東省曹県に逃げ込む。その後、日本軍から河北省省長等の地位を提示されると、石友三は日本への投降を画策した。
しかし同年12月1日、蔣介石の秘密命令を受けていた石友三配下の新8軍軍長高樹勲は、濮陽で石友三に対して兵変を起こしてこれを捕えた。石友三は、その叛服常なき有り様から「倒戈将軍」と呼ばれ、また、生埋めなど残虐な処刑を好んだことから「石閻王」とも呼ばれていた。しかし、その石友三もまた、捕えられたその日の夜に、高樹勲により生埋めの刑に処せられたのであった。享年50。